# Королевская голландская ост-индская армия

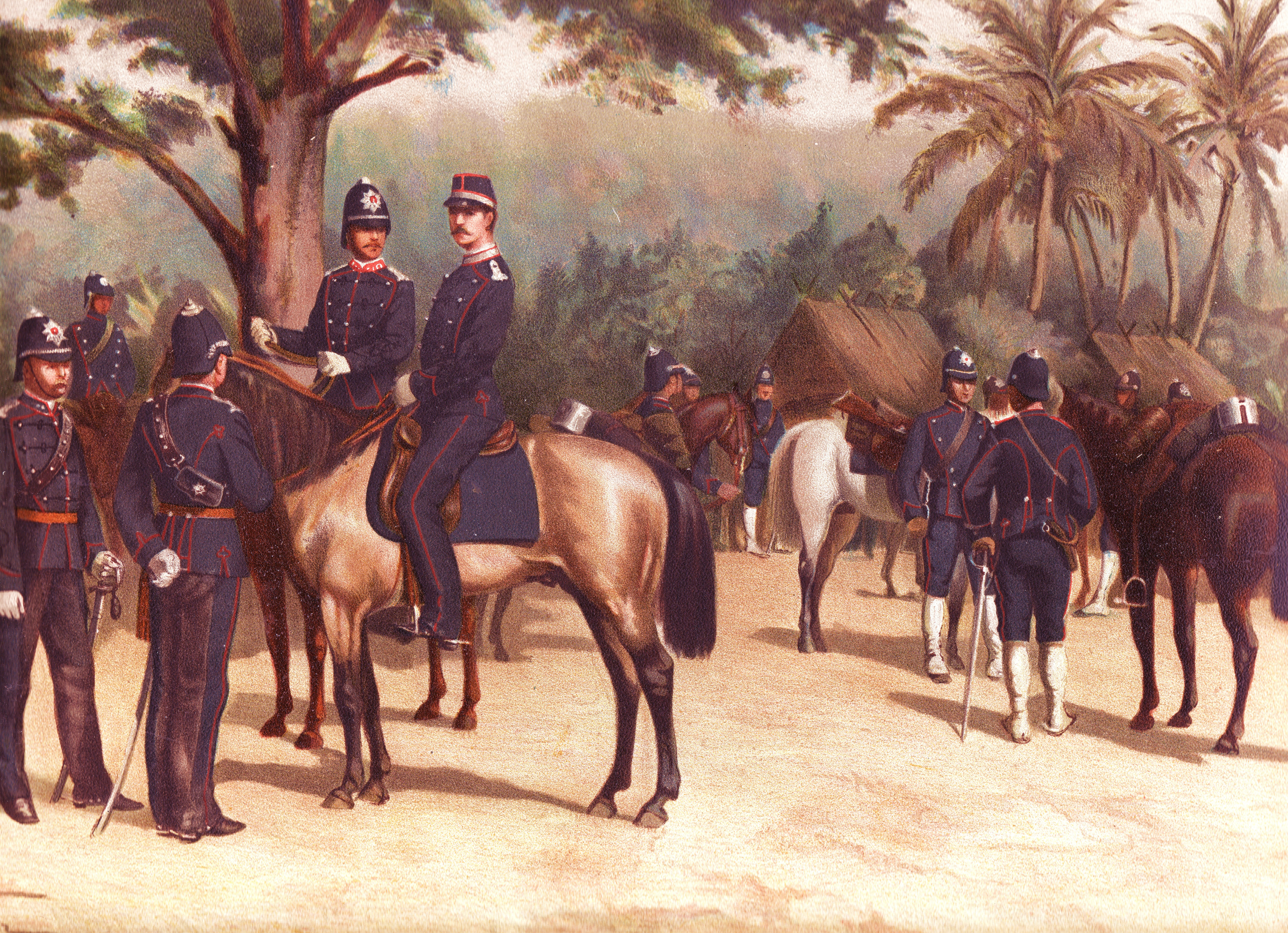
Кавалерия KNIL в 1896 году

Короле́вская голла́ндская ост-и́ндская а́рмия (нидерл. Koninklijk Nederlands Indisch Leger, KNIL) — сухопутные и военно-воздушные части королевства Нидерланды в бывшей колонии этого государства — Голландской Ост-Индии, современной Индонезии. Вместе с Королевским голландским флотом они составляли вооружённые силы Голландской Ост-Индии.

## История

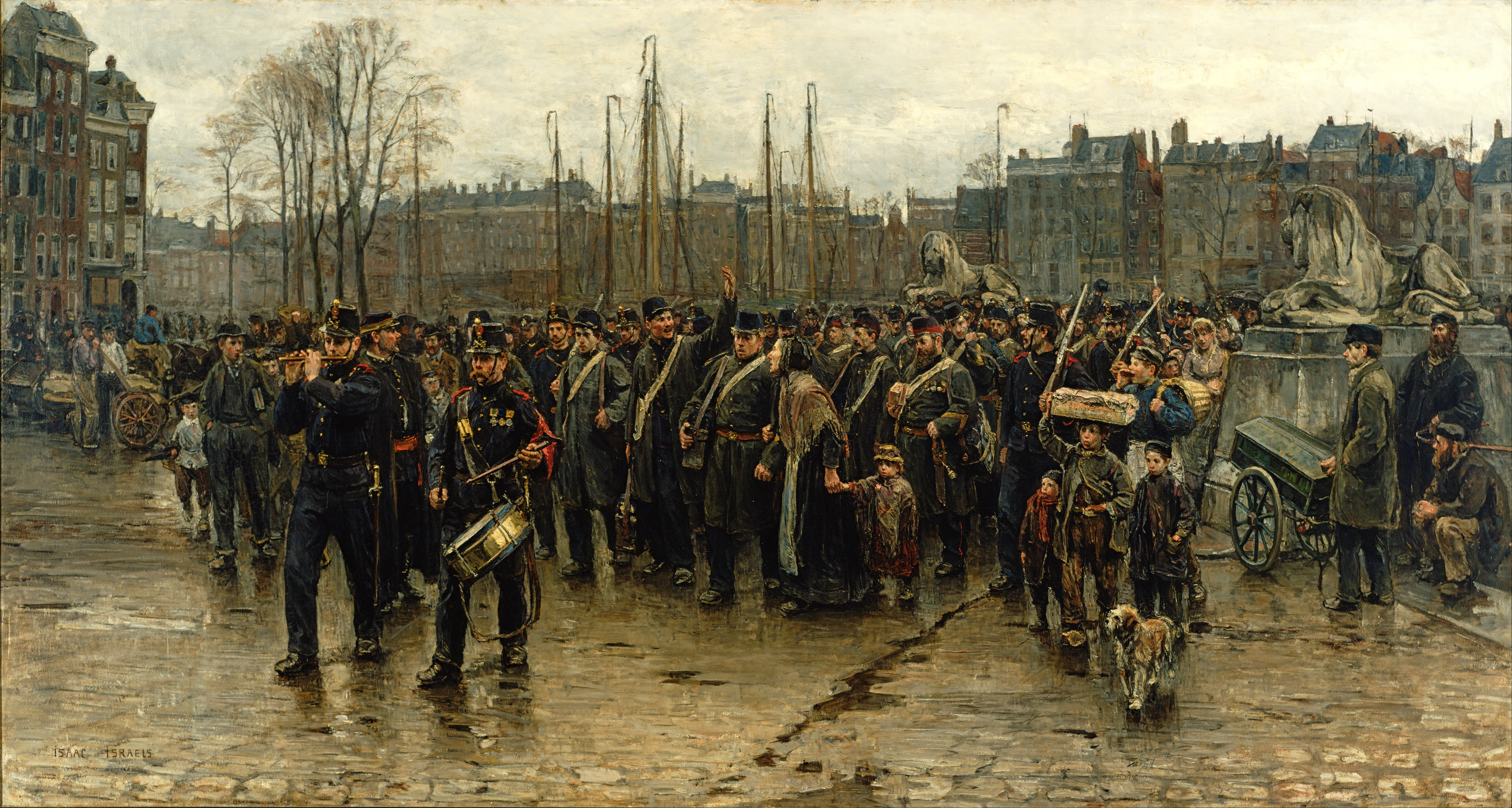
Исаак Исраэлс. Проход колониальных солдат (Рекруты в KNIL маршируют по Роттердаму)

KNIL была образована королевским указом 10 марта 1830 для обороны Голландской Ост-Индии в отличие от Королевской голландской армии, служащей для защиты метрополии.
Армия длительное время участвовала в подавлении народно-освободительного движения в Голландской Ост-Индии.
После 1904 года выступления местного населения заметно ослабли, и до наступления Второй мировой войны роль Королевской голландской ост-индской армии свелась к обороне колониальных владений от посягательства недружественных стран.
KNIL была основной оборонительной силой в колониях Голландии во время Второй мировой войны при отражении японского вторжения в 1941—1942 годах. Голландские вооружённые силы были значительно ослаблены потерей метрополии после её оккупации фашистской Германией в 1940 году. Тем не менее, к началу войны с Японией на Тихоокеанском театре военных действий в декабре 1941 года голландские вооружённые силы в Ост-Индии в целом насчитывали около 40 000 человек и состояли как из европейских солдат, так и из индонезийцев. Кроме того в неё входили отряды организованного народного ополчения, пограничников и гражданских добровольцев. Военно-воздушные силы Королевской голландской ост-индской армии (нидерл. Militaire Luchtvaart KNIL) насчитывали 389 самолётов всех типов, в большинстве своем уступавших самолётам японской авиации.
После окончании Второй мировой войны вновь созданная Королевская голландская ост-индская армия интенсивно использовалась в 1947 и 1948 годах для подавления народно-освободительного движения в Индонезии. Однако усилия голландцев по сохранению контроля над своими колониями в Юго-Восточной Азии провалились, и 27 декабря 1949 года Голландия признала независимость Индонезии.
Королевская голландская ост-индская армия была официально распущена указом королевы от 26 июля 1950 года. Однако её традиции и по сей день живут в частях современной Королевской голландской армии.

## Набор

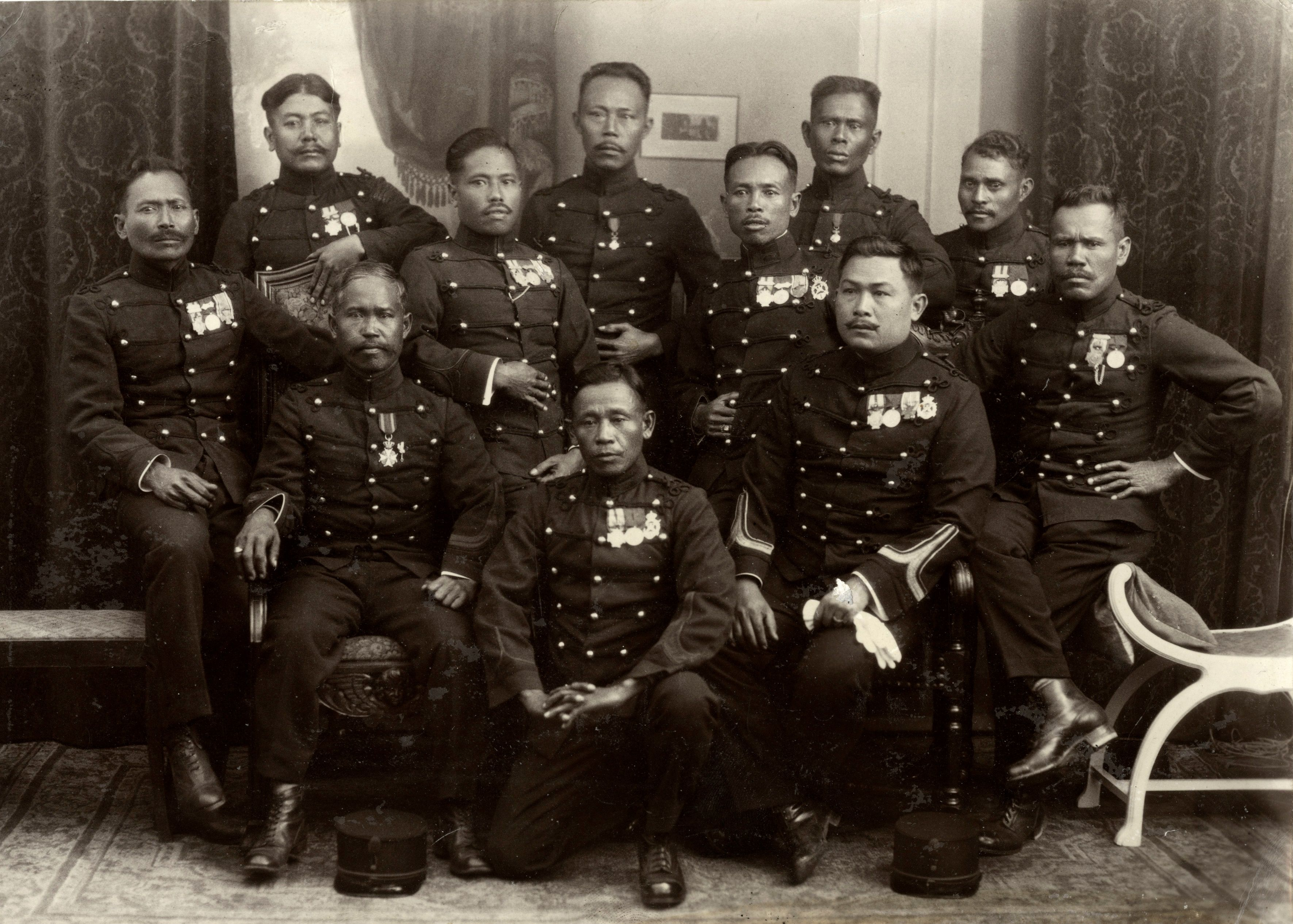
Солдаты Королевской голландской ост-индской армии в парадной форме, 1927 г.

До начала восстаний местного населения в Королевскую голландскую ост-индскую армию набирались добровольцы из числа голландцев, наёмники из европейских наций (преимущественно немцы, бельгийцы и швейцарцы), местное население с Моллукского архипелага, Манадо и Тимора, и даже представителей некоторых африканских племён. Отношение числа иностранцев к числу солдат из местного населения составляло 60-40 %. Позднее военнослужащими KNIL становились голландцы, набранные непосредственно в Голландии и Голландской Ост-Индии, а также индонезийцы.
В 1890 был организован колониальный резерв (нидерл. Koloniale Reserve), осуществлявший набор и отправку голландских добровольцев из метрополии для службы в Голландской Ост-Индии.
К началу японского вторжения в декабре 1941 года регулярные части Королевской голландской ост-индской армии состояли из приблизительно 1000 офицеров и 39 000 солдат, из которых 28 000 были индонезийцами. Кроме того, насчитывалось около 100 000 резервистов.